# Mentore di Rodi
Mentore di Rodi (in greco antico: Μέντωρ?, Méntōr; Rodi, 385 a.C. – 340 a.C.) è stato un mercenario greco antico.

## Biografia
Mentore era originario di Rodi, suo fratello era il futuro famoso comandante Memnone di Rodi. Entrambi i fratelli iniziarono la loro carriera militare nel 366 a.C. come mercenari a servizio del cognato, il satrapo persiano Artabazo II, dal quale essi avevano ricevuto anche alcuni feudi nella provincia di Frigia. Mentore sposò la figlia di Artabazo, Barsine. I loro cognati sostennero i due fratelli rodioti nel 354 nella rivolta contro il Gran Re persiano  Artaserse III, dal quale però vennero sconfitti. Artabazo, Memnone e Barsine andarono in esilio a Pella in Macedonia.
Mentore si trasferì poi in Egitto, ove entrò al servizio del faraone Nectanebo II come comandante dell'esercito mercenario.
Il faraone si vedeva allora abbandonato alla minaccia dell'impero persiano e affidò la sua difesa in gran misura a mercenari greci.
Al fine di legare per altra via i Persiani, Nectanebo sostenne la sollevazione delle città costiere sotto la guida del re Tennes di Sidone ed inviò Mentore nel 350 a.C. con una forza militare di 4.000 uomini per aiutare Sidone. A Sidone Mentore riuscì inizialmente ad aver ragione dei persiani, sconfiggendo sul campo l'esercito dei satrapi Mazeo e Belesis II.
Quando però il Gran Re persiano marciò personalmente alla testa del suo esercito su Sidone, il re Tennes temette il proprio declino. Per sfuggire a questo destino, egli pensò di sottomettersi tempestivamente al Gran Re e lasciare la città in balia di quest'ultimo.
Mentore lo sostenne nel tradimento del proprio popolo ed entrambi cambiarono campo, così Sidone fu distrutta da Artaserse III con l'incendio. Tuttavia mentre Tennes veniva giustiziato dal Gran Re, Mentore ottenne un posto di comando nell'esercito persiano.
Ora a servizio dei Persiani, Mentore doveva, secondo lo storico greco Diodoro Siculo, aver condotto con Bagoas uno dei tre eserciti di attacco nell'inverno 342/341 a.C. nella battaglia di occupazione contro l'Egitto, che all'inizio presero misure contro il faraone Nectanebo II, mentre sullo sfondo sarebbe stato presente Artaserses III.
Il reggimento di Mentore e Bagoas deve aver raccolto numerose navi. Con la conquista di Bubasti esso rese possibile l'occupazione del delta del Nilo. Le notizie di Diodoro Siculo sono però discutibili, poiché una sicura conferma storica dei dettagli non può essere effettuata.
Grazie alla sua notevole esperienza militare, Mentore venne nominato comandante supremo (Karanos) di tutte le truppe ad ovest dell'Eufrate, mentre Bagoas ottenne il comando supremo ad est e divenne ministro di corte. La sua elevata posizione consentì a Mentore di ottenere grazia per i suoi cognati e i suoi fratelli, che nel 341 a.C. tornarono a corte. Pubblicamente i reduci informarono il Gran Re della defezione segreta del tiranno di Atarneo, Ermia, a favore di Filippo II di Macedonia.
Mentore venne incaricato di sottomettere Ermia, che venne da lui assediato nel 341 a.C. ad Atarneo. Per sbrigare velocemente il suo compito, Mentore assicurò al traditore di adoperarsi presso il Gran Re per risparmiargli la vita, nel caso quegli decidesse di arrendersi. Ermia accettò, ma Mentore mancò alla propria parola e fece rinchiudere subito Ermia in carcere. Ermia era un intimo amico del famoso filosofo Aristotele, che aveva anche sposato sua nipote. Quest'ultimo scrisse una lettera a Mentore, ricordandogli la parola data e s'impegnò a favore della clemenza per Ermia. Ma Mentore l'ignorò ed espose Ermia alla tortura, evidentemente allo scopo di ottenere informazioni sul presunto piano d'invasione dell'Asia di Filippo II di Macedonia. Aristotele fece successivamente erigere una statua in bronzo del suo amico a Delfi, nel quale esprimeva la sua indignazione per il mancato rispetto della parola data da parte di Mentore.
La punizione di Ermia fu l'ultima delle imprese di Mentore tramandateci, presumibilmente egli pose termine ancora alla sovranità in Caria della principessa Ada a favore del fratello Pissodaro e morì prima del 340 a.C. Egli aveva una figlia sconosciuta, che più tardi sposò l'ammiraglio macedone Nearco. Il fratello Mnemone prese il suo posto come comandante in capo dell'esercito persiano nelle province occidentali e sposò la sua vedova Barsine, che, dopo la sua morte, divenne amante di Alessandro Magno.